# Cosme I d'Alexandria
Cosme I d'Alexandria va ser patriarca ortodox d'Alexandria de l'any 727 al 768.
Va ser el primer patriarca melquita reconegut oficialment pel califa Omeia i per l'emperador romà d'Orient, des de la conquesta musulmana d'Egipte ocorreguda la dècada del 640. La seu havia quedat vacant des d'aleshores, regentada pels anomenats «coadjutors» almenys sis, que dirigien l'Església des de Constantinoble.
El cronista Teòfanes el Confessor diu que l'any 742 o potser el 743, Cosme I va abjurar del monotelisme, la doctrina que prevalia entre els melquites d'Alexandria des que havia estat promulgada per l'emperador Heracli. Probablement Cosme no era monotelita, i aquesta renuncia s'interpreta en el sentit de que buscava el reconeixement de les altres esglésies ortodoxes.